# Juan Abreu (pintor canari)
Juan Abreu   (Santa Cruz de Tenerife, 1800 - Santa Cruz de Tenerife, 1887), també dit Juan de Abreu, va ser un pintor i escultor canari.
Va néixer a Santa Cruz de Tenerife el 1800. Va formar-se a l'escola de dibuix del Reial Consolat de Mar de San Cristóbal de la Laguna amb Luis Gros i potser amb Luis de la Cruz, alhora que va estudiar escultura amb Fernando Estévez.
Artista academicista, va conrear el retrat, la miniatura i la pintura d'història. Va col·laborar en la restauració de la imatge de Sant Agustí de l'església de La Concepció el 1853, on havia fet diversos encàrrecs en dates posteriors a 1835, així com amb les imatges de la Immaculada i la Mare de Déu dels Dolors del convent de San Miguel de las Victorias el 1857. El 1859 consta oferint classes particulars de pintura a El Eco del Comercio. A l'Exposició Provincial de Canàries de 1862 va presentar un dibuix al contorn representant La fe i la religió, les pintures a l'oli El davallament, L'aparició de la Verge de la Candelera i Primera entrada del bisbe Folgueras a la ciutat de la Laguna, i un retrat en miniatura premiat amb la medalla de bronze. Com a escultor va presentar un Rei guanxe en acció d'adorar la Verge de la Candelera.
Es conserven diverses obres seves a la sala capitular de la catedral de La Laguna, com el del degà Pedro Bencomo, el Museu de Belles Arts de Santa Cruz, la seu Econòmica d'Amics del País de Tenerife o en diverses col·leccions particulars.
Va morir a la seva ciutat natal el 1887.